# Wołodymyr Dyky
Wołodymyr Petrowycz Dyky (ukr. Володимир Петрович Дикий, ros. Владимир Петрович Дикий, Władimir Pietrowicz Dikij; ur. 15 lutego 1962 w Czerwonogrodzie, w obwodzie lwowskim, zm. 28 lipca 2021 w Łucku) – ukraiński piłkarz, grający na pozycji napastnika, były juniorski reprezentant Związku Radzieckiego, trener piłkarski.

## Kariera piłkarska

### Kariera klubowa
Rozpoczął karierę piłkarską w Karpatach Lwów. 2 maja 1979 17-latek zadebiutował w spotkaniu przeciwko Metałurha Zaporoże. Kiedy w 1982 odbyła się fuzja Karpat z klubem SKA Lwów podał się do Metalista Charków. W 1983 powrócił do SKA Karpat Lwów, w którym występował do 1985. W 1988 został zaproszony do Torpedo Łuck, który w następnym sezonie zmienił nazwę na Wołyń Łuck. Po 9 latach gry w tym klubie ukończył karierę piłkarską.

### Kariera reprezentacyjna
Występował w juniorskiej reprezentacji Związku Radzieckiego.

## Kariera trenerska
Po zakończeniu kariery piłkarskiej rozpoczął pracę trenerską. Pracuje do dziś w sztabie szkoleniowym łuckiej Wołyni, w klubie w którym rozegrał 300 spotkań i strzelił 91 bramkę.

## Sukcesy i odznaczenia
- Mistrz Pierwszej Ligi ZSRR:

1979
- Mistrz Drugiej Ligi ZSRR:

1989
- Nagrodzony tytułem Mistrz Sportu ZSRR w 1982.